# Flugunfall der Aeroflot bei Kazakowskoje
Am 16. Dezember 1976 kam es zum Flugunfall der Aeroflot bei Kosakiwske (ukrainisch Козаківське), bei dem die fünf Insassen der zum Testflug eingesetzten Jakowlew Jak-40 starben.

## Flugzeug und Besatzung
Die Jakowlew Jak-40 (Luftfahrzeugkennzeichen: CCCP-87638, Werknummer:9621245) absolvierte ihren Erstflug am 25. Oktober 1971 und bis zum Zwischenfall 5762 Flugstunden bei 6627 Flugzyklen. Sie war mit drei Mantelstromtriebwerken des Typs Iwtschenko ausgerüstet.
Im Cockpit saßen der Pilotenausbilder Alexander Jakowlewitsch Kussyj, der Flugkapitän Anatoli Andrejewitsch Schtscherbakow und Flugingenieurausbilder Gennadi Alexandrowitsch Grizajenko, während der andere Flugkapitän Iwan Petrowitsch Schelkowyj und der Erste Offizier Wiktor Petrowitsch Michailow in der Passagierkabine saßen.

## Verlauf
Nach dem Start um 12:57 Uhr trafen die Piloten auf 4.000–4.200 m Vorbereitungen für den bevorstehenden Test, bei dem eine unbefohlene Trimmung des Höhenleitwerks kurz nach Start simuliert werden sollte. Um von 340 km/h auf die geforderten 200–210 km/h abzubremsen, drosselten sie über die nächsten 55 Sekunden die Triebwerksleistung von 95 auf 53 % und schließlich auf Leerlauf. Beim Erreichen von 270 km/h trimmten die Piloten das Leitwerk für den Steigflug und zogen gleichzeitig am Steuerhorn nach hinten. Bei 240 km/h fuhren sie anstatt der Landeklappen das Fahrwerk aus, woraufhin die Geschwindigkeit unter den Zielwert sank. Dies fiel den Piloten zunächst nicht auf, möglicherweise da sie die Werte des linken Fahrtmessers falsch ablasen und sich schneller glaubten, als sie tatsächlich waren. Bei 175 km/h fiel es den Piloten auf, und sie gaben vollen Schub. Da die Triebwerke noch im Leerlauf waren und sie 10–12 s zum Beschleunigen gebraucht hätten, sank die Geschwindigkeit auf 162–164 km/h, woraufhin es zum Strömungsabriss kam.
Daraufhin drehte die Jak-40 nach links und kam ins Trudeln. Um 13:08:05 Uhr meldete die Besatzung den Kontrollverlust. Als der Fluglotse sich erkundigte, wer frage, bekam er um 13:08:11 Uhr als Antwort: „Высота 2100, падаю“ („Höhe 2100 [m], ich stürze (ab)“). Wiederum fragte der Lotse „Какой борт?“ („Welcher Flug?“), worauf „750“ folgte. Trotz der Bemühungen mit den jeweils nach rechts ausgelenkten Querrudern und dem Seitenruder und dem Hochziehen der Höhenruder das Trudeln zu beenden, prallte die Jak-40 ohne Vorwärtsgeschwindigkeit und mit 60 m/s Sinkrate sowie leichter Linksneigung (6°) auf den Boden.
Der Rumpf zerbrach etwa im Bereich der Tragflächen in zwei Teile und das Seiten- samt Höhenleitwerk trennte sich, bevor es wenige Meter entfernt wieder auf den Boden kam. Es brach kein Feuer aus.

## Ermittlungen
Der Unfall wurde auf zwei Faktoren zurückgeführt
- Fehler bei der Handhabung des Flugzeugs
- Das möglicherweise falsche Ablesen des linken Fahrtmessers.